# Ukranenland
Ukranenland – skansen archeologiczny w miejscowości Torgelow w RFN w kraju związkowym Meklemburgia-Pomorze Przednie (niem. Mecklenburg-Vorpommern).
Skansen działa w ramach stowarzyszenia Ukranenland – Warsztaty Historyczne (niem. Ukranenland – Historische Werkstätten e.V).
Skansen tworzą:
- wczesnośredniowieczna osada słowiańska Ukranenland,
- centrum informacyjne w pobliżu wioski,
- późnośredniowieczny kompleks budowlany Castrum Turglowe w Torgelow,
- stocznia budująca kogi w Ueckermünde.

## Osada słowiańska Ukranenland
Osada Ukranenland położona jest 1,7 kilometra na południe od miasteczka Torgelow, 156 km od centrum Berlina i 57 km od centrum Szczecina. Usytuowana wśród łąk między skrajem lasu nad Wkrą  z dala od osiedli i ulic.
Na podstawie wykopalisk archeologicznych zrekonstruowano tutaj chaty o oryginalnych wymiarach o konstrukcji wieńcowej, filarowej i plecionkowej z IX i X wieku.
Od strony lądu w otoczeniu drewnianej palisady wybudowano pirs, przy którym cumują dwa historyczne okręty Svarog – zbudowany według konstrukcji z około 900 r. oraz Svantevit – według konstrukcji z około 1100 r. Tymi okrętami odwiedzający osadę mogą odbyć rejs po Wkrze.
Przy wejściu do osady, po lewej stronie znajduje się zagroda, w której pasie się stado owiec oraz koń. W osadzie na stałe obecnych jest dwunastu mieszkańców ubranych w charakterystyczne stroje z epoki. W czasie gdy osada jest otwarta dla odwiedzających osoby te mieszkają w chatach, w których nocują oraz wykonują codzienne prace związane z utrzymaniem i dalszą rozbudową wioski. Chętnie pozują do zdjęć i opowiadają odwiedzającym (również w języku polskim) o osadzie i średniowiecznej historii tych terenów.
Każdy z mieszkańców ma opanowane przynajmniej jedno historyczne rzemiosło, wśród których są: odlewnictwo z brązu, garncarstwo albo kowalstwo.
Każdy z odwiedzających ma możliwość sprawdzenia swoich sił w każdym z warsztatów rzemieślniczych, co stanowi również istotną część pedagogicznego aspektu utrzymywania osady jako muzeum.
Wśród innych rzemiosł są tu obecne również:
- tkanie,
- filcowanie,
- wikliniarstwo,
- snycerstwo,
- kuśnierstwo,
- pieczenie.

Zarówno dla dorosłych, jak i dzieci organizowane są konkursy ze strzelania z łuku, rzutu toporem do tarczy, przeciąganie liny oraz inne zabawy. Istnieje również możliwość odpoczynku nad samą rzeką i degustacji specjalności kulinarnych z osady.
Przy pomieszczeniu, w którym znajduje się kasa, można również zakupić liczne pamiątki z osady.
Na terenie osady można spotkać grupę muzyczną Cantilena, która również należy do stowarzyszenia Ukranenland. Obok występów muzycznych opowiadają o historii instrumentów muzycznych oraz objaśniają, w jaki sposób zostały zrobione.
Szczególną atrakcją są odbywające się w osadzie od wiosny do jesieni liczne jarmarki i mnogość imprez historycznych.
Dla odwiedzających wioska jest czynna od 1 maja do 31 października. W okresie zimowym osada jest zamknięta.
Ceny biletów dla odwiedzających osadę lub Castrum Turgelowe:
dzieci do lat 3 – gratis
dzieci i młodzież do lat 15 – 1,5 €
Zniżki obowiązują dla seniorów, młodzieży od lat 16, uczniów i studentów – 2,00 €
Dorośli – 5,00 €
Bilet rodzinny – 9,00 €

## Centrum średniowieczne Castrum Turglowe
Centrum średniowieczne Castrum Turglowe znajduje się w centrum Torgelow obok ruin pobliskiego zamku. Myślą przewodnią Castrum Turglowe jest przybliżenie odwiedzającym sposobu życia Słowian zamieszkujących te tereny. Na podstawie zebranych materiałów archeologicznych zrekonstruowano kilka pomieszczeń gospodarczych.
Odrestaurowana willa z 1920 roku, która kiedyś należała do części zamku, teraz funkcjonuje jako kawiarnia. Istnieją plany, by w przyszłości zaadaptować ją na muzeum. Podobnie jak w wiosce słowiańskiej także w Castrum Turglowe spotyka się pracowników w średniowiecznych szatach. Prezentują oni również różne rzemiosła i czynności związane z życiem codziennym osadników. Znajduje się tam warsztat powroźniczy oraz tkacki.
Każdego roku odbywa się w średniowiecznym centrum święto odwołujące się do dawnej tradycji tamtejszych terenów. Z Castrum Turglowe prowadzi ścieżka wzdłuż rzeki Ucker do słowiańskiej osady Ukranenland.
Ukranenland jest częścią międzynarodowego projektu Baltic History, którego zadaniem jest scalenie i ożywienie wczesnośredniowiecznej historii terenów wokół Morza Bałtyckiego. Do tego przedsięwzięcia należą:
- Osada Wikingów w Foteviken (Szwecja),
- Osada Słowian w Wolinie (Festiwal Słowian i Wikingów).

Poza tym Ukranenland jest częścią projektu Lagomar, który sprawuje pieczę nad kulturowym dziedzictwem południowej części Morza Bałtyckiego.

## Historia Ukranenland
W roku 1991 narodziła się idea budowy historycznych warsztatów, która zaowocowała założeniem w roku 1993 stowarzyszenia. W latach 1995–1997 zaczęto rozbudowywać nad rzeką Ucker osadę słowiańską, która od tego czasu regularnie funkcjonuje. W roku 2000 zostało otwarte Castrum Turglowe. Dalsze lata to ciągły rozwój osady i stowarzyszenia, które w roku 2006 dostało od miasta Torgelow jako nową siedzibę odrestaurowaną willę. Latem 2011 roku okolice Torgelow nawiedziła powódź. Położone wyżej Castrum nie ucierpiało w znacznym stopniu - zalana została piwnica jednej z chat. Jednak leżący na wyspie pośrodku rzeki Uecker skansen Ukranenland został całkowicie zalany. Na dzień obecny (sierpień 2011) stoi on pod ponad półmetrową warstwą wody. Aktualnie trwają działania mające na celu pozyskanie środków na odbudowę skansenu.

## Galeria

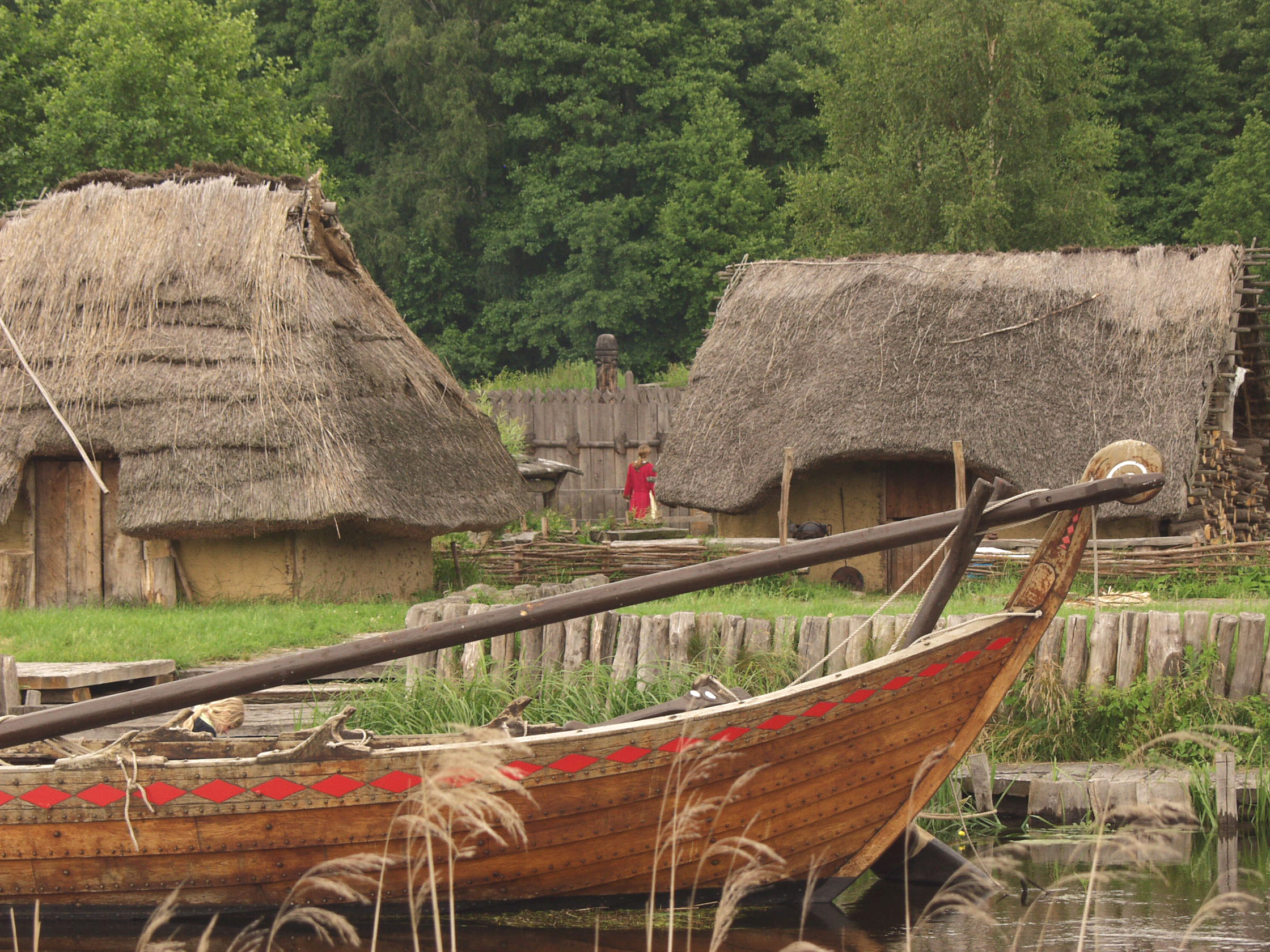
Skansen nad rzeką Ucker
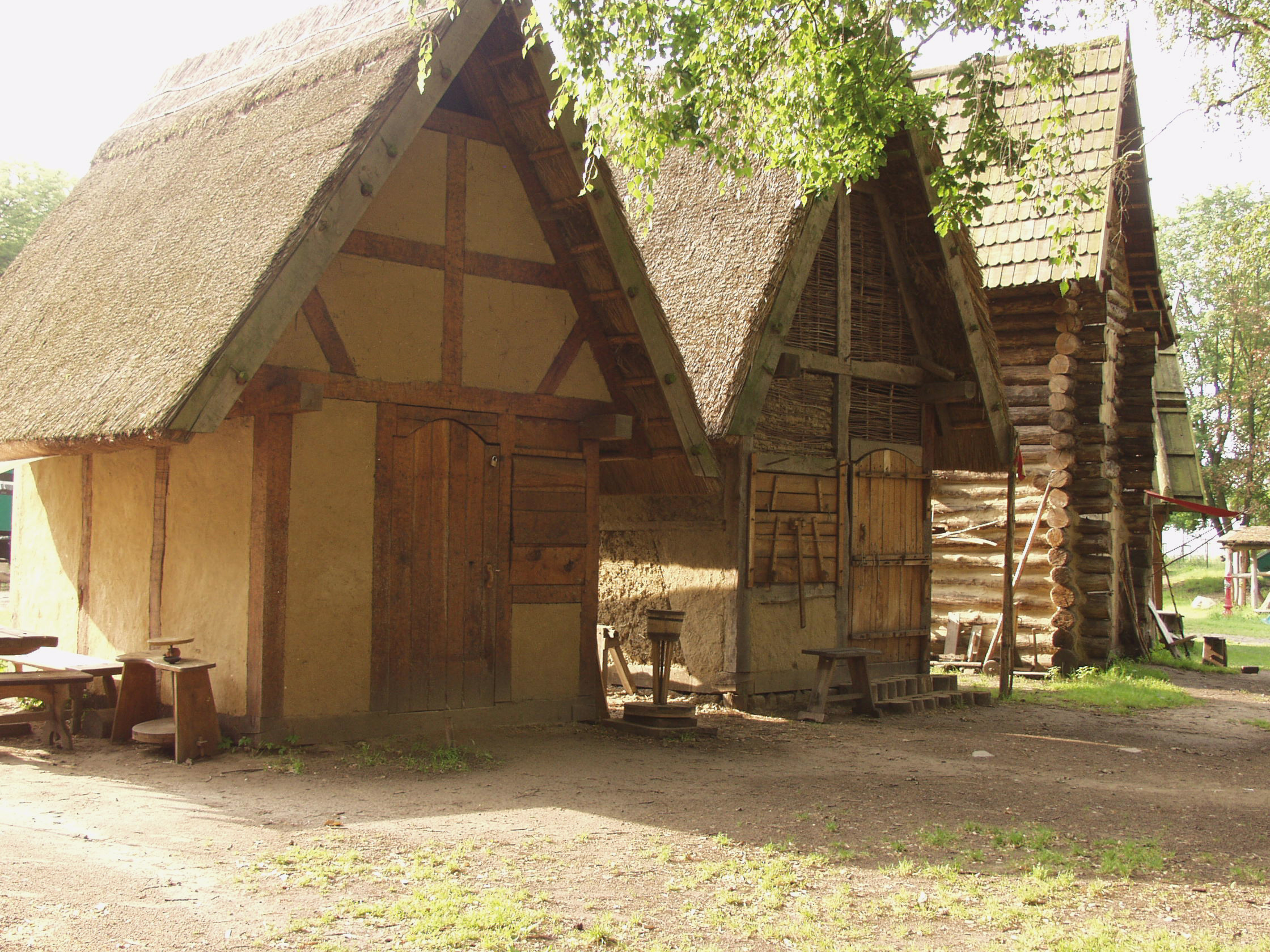
Centrum średniowieczne
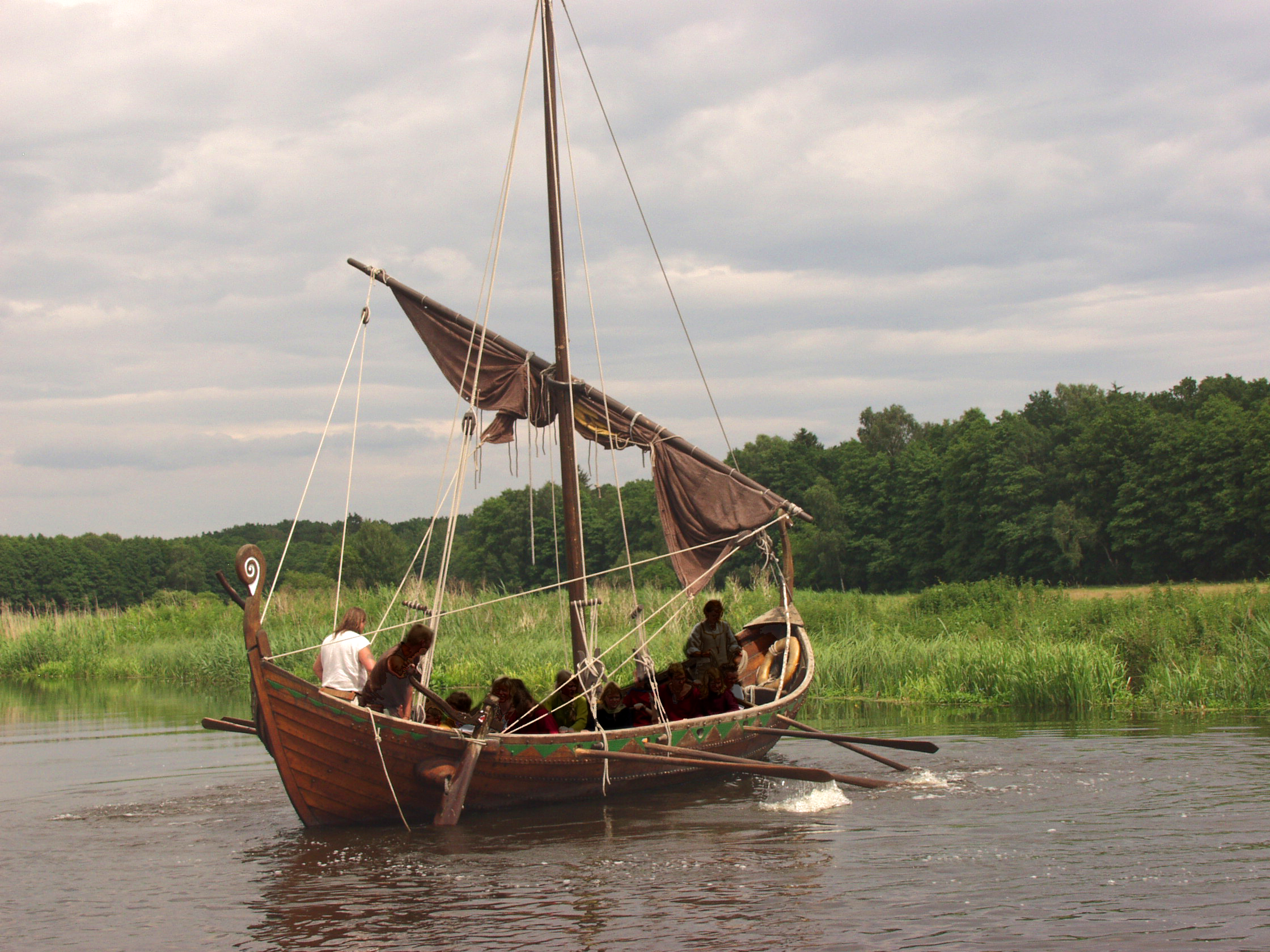
Wczesnośredniowieczna koga Svantevit
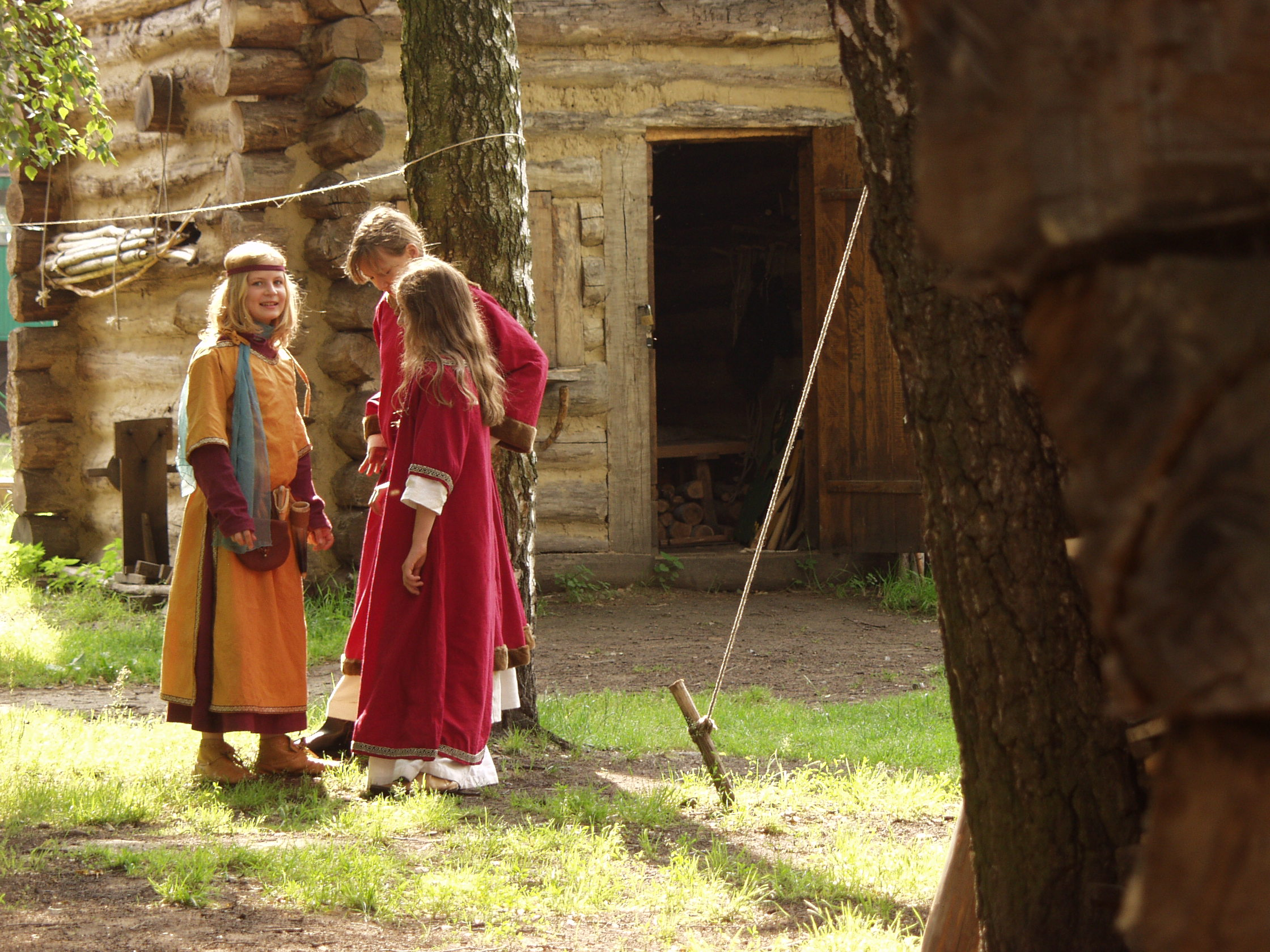
W Castrum Turglowe
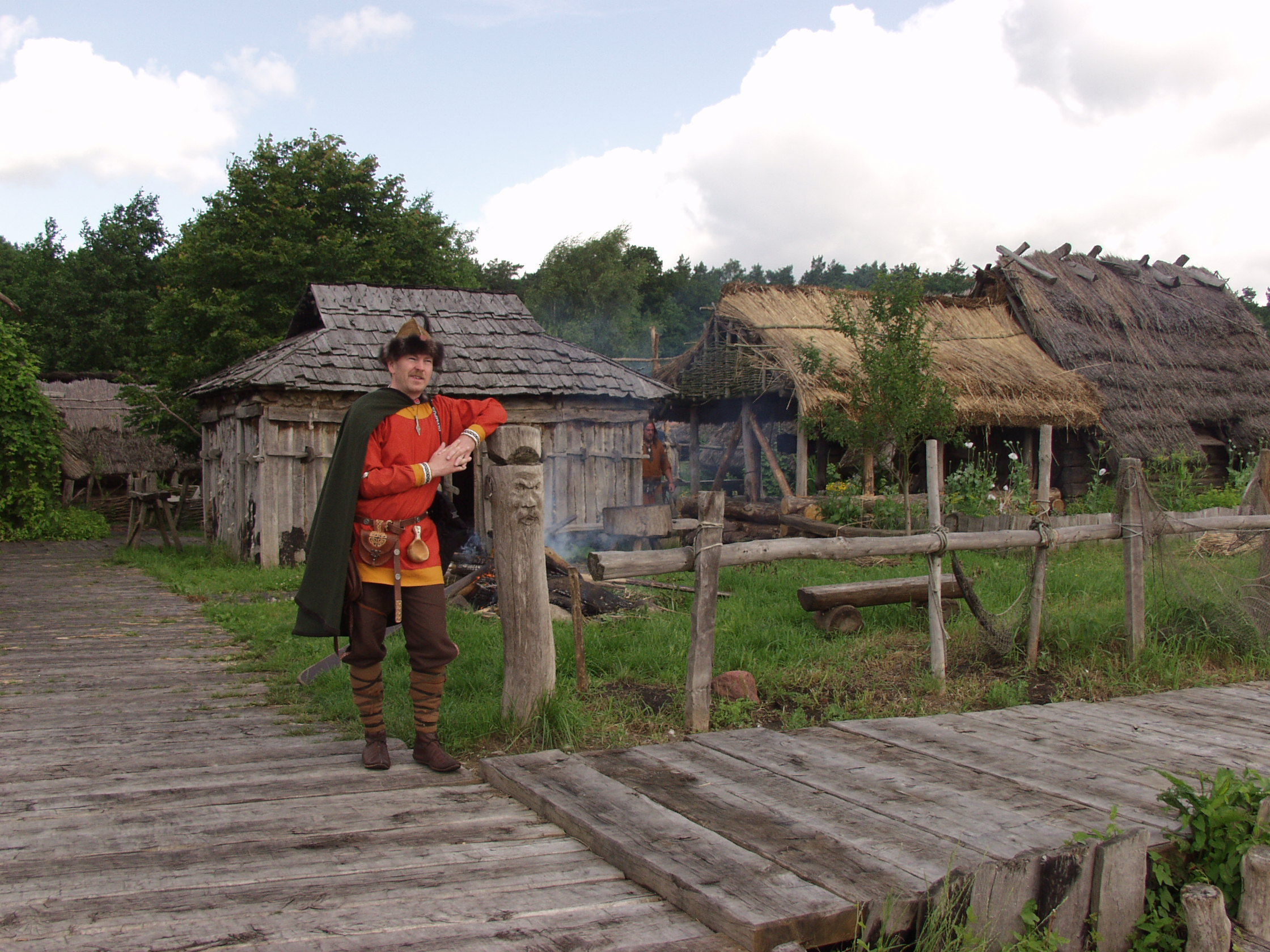
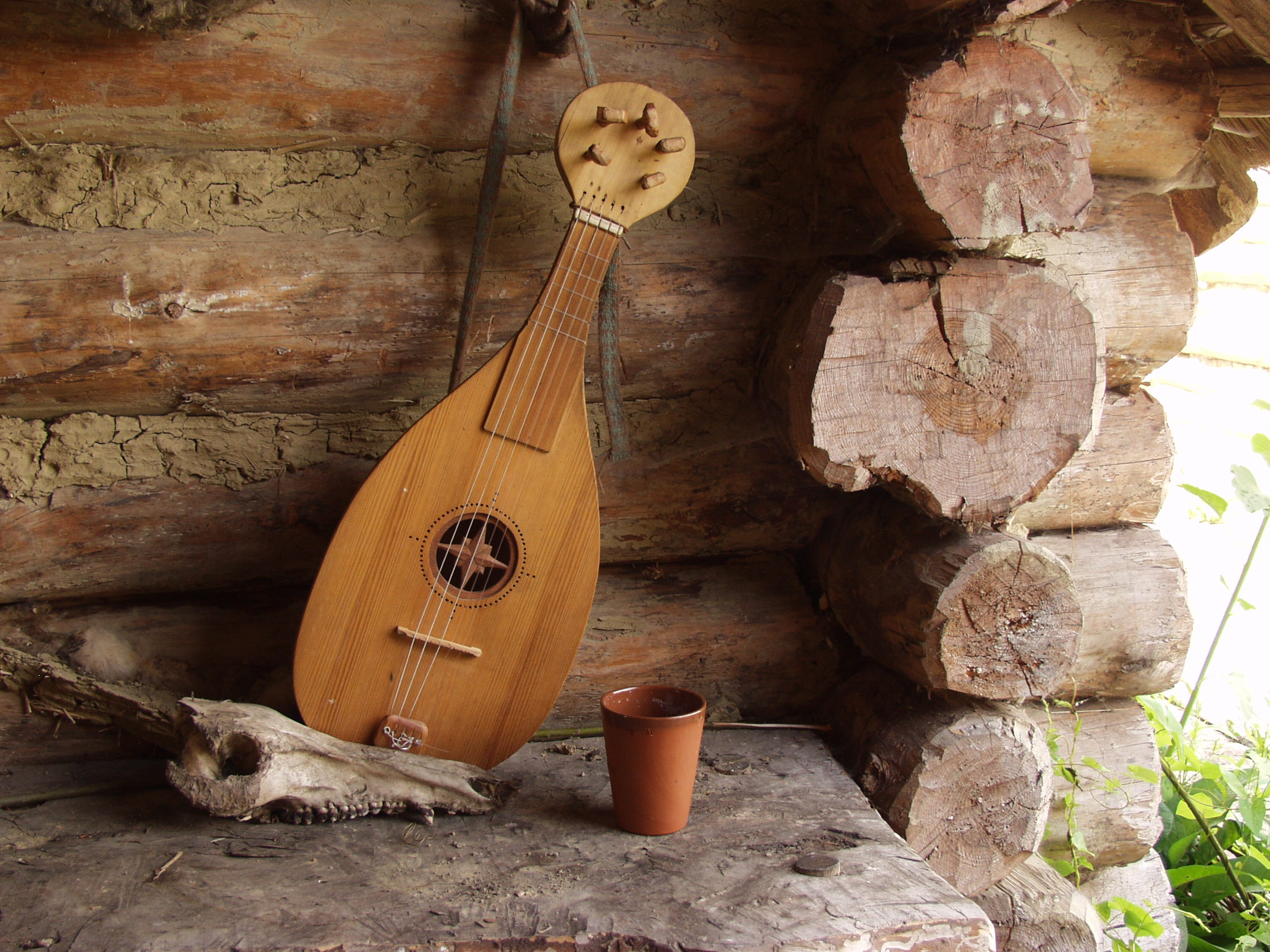
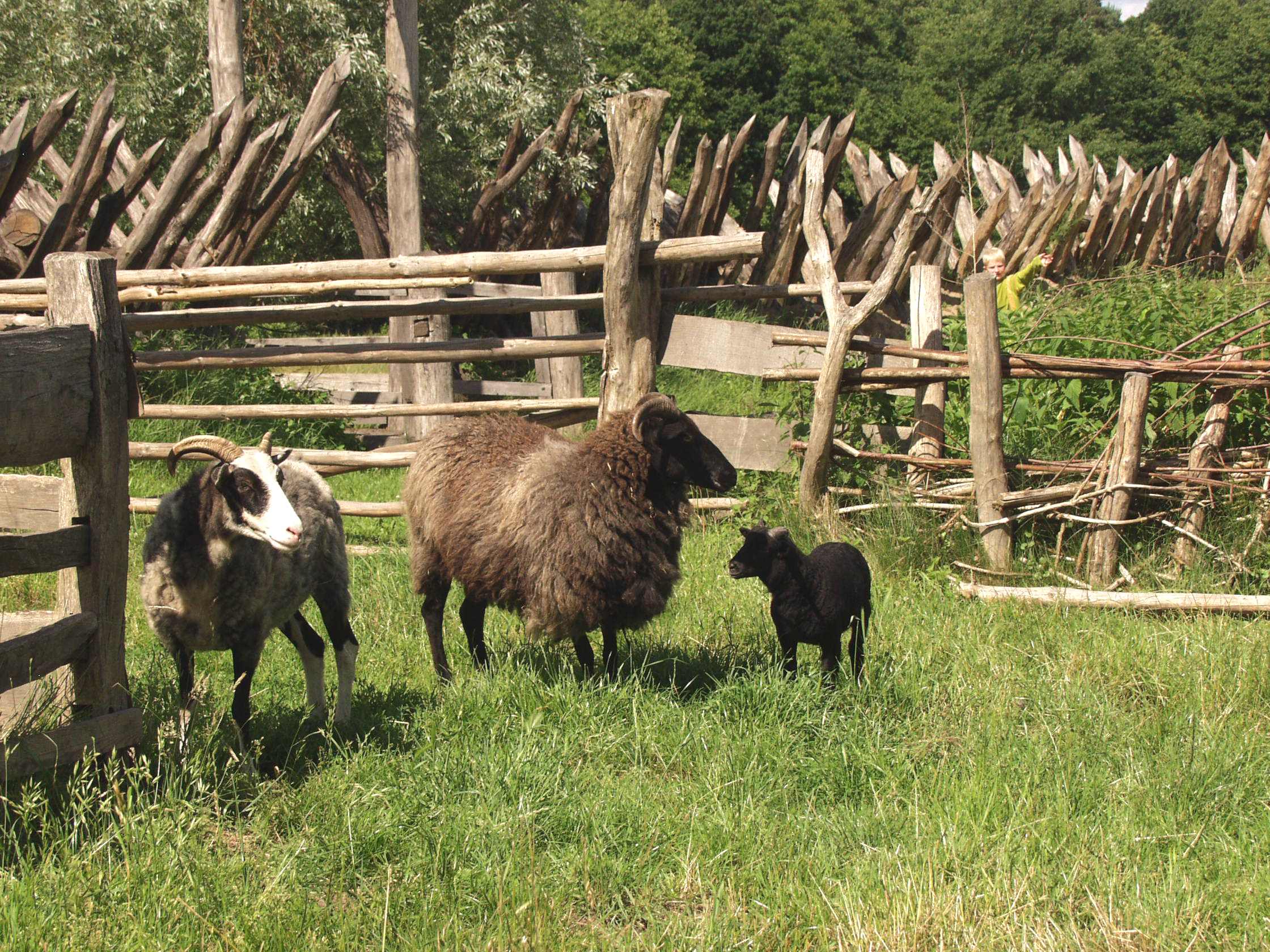
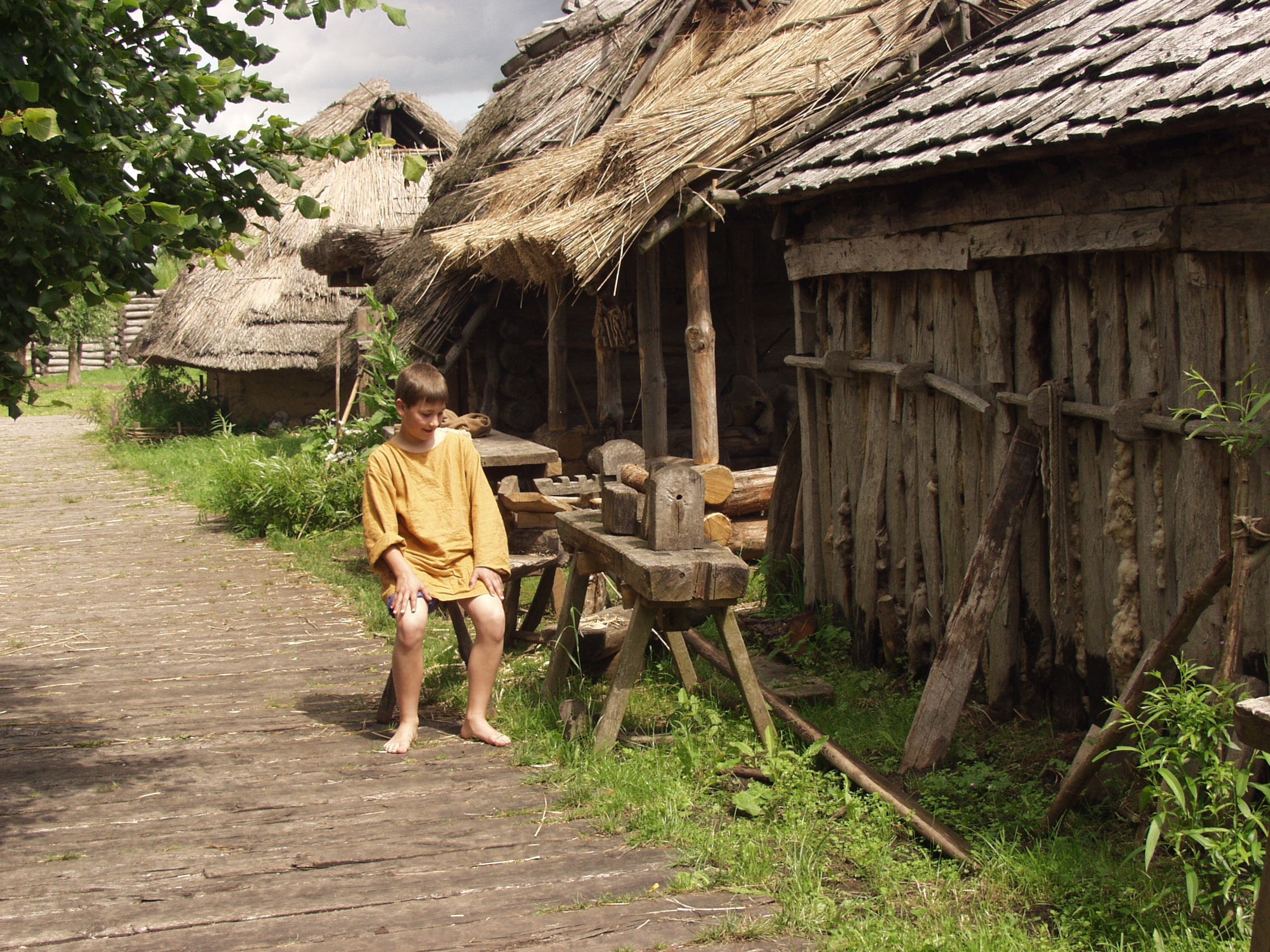
W Ukranenland
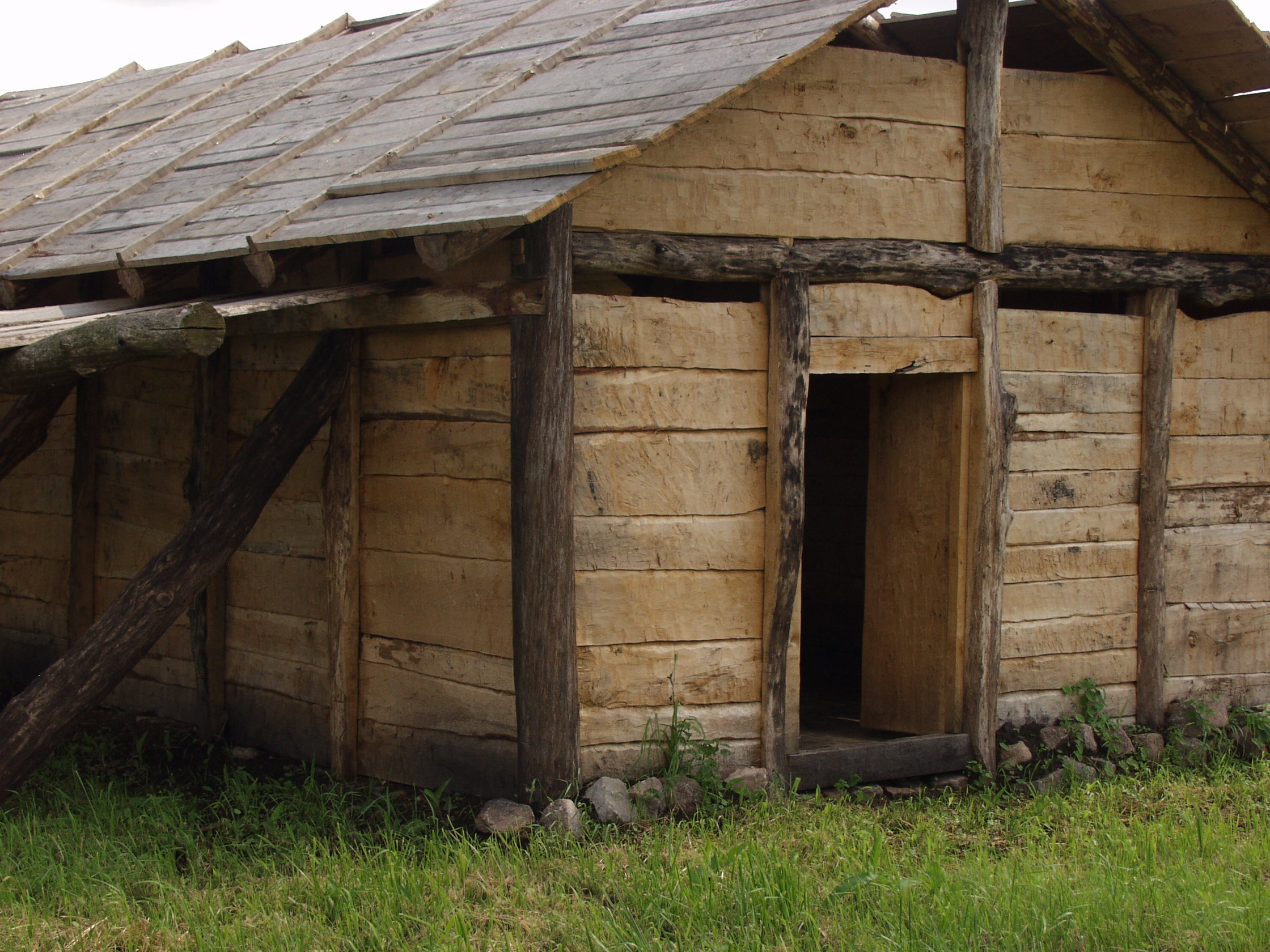
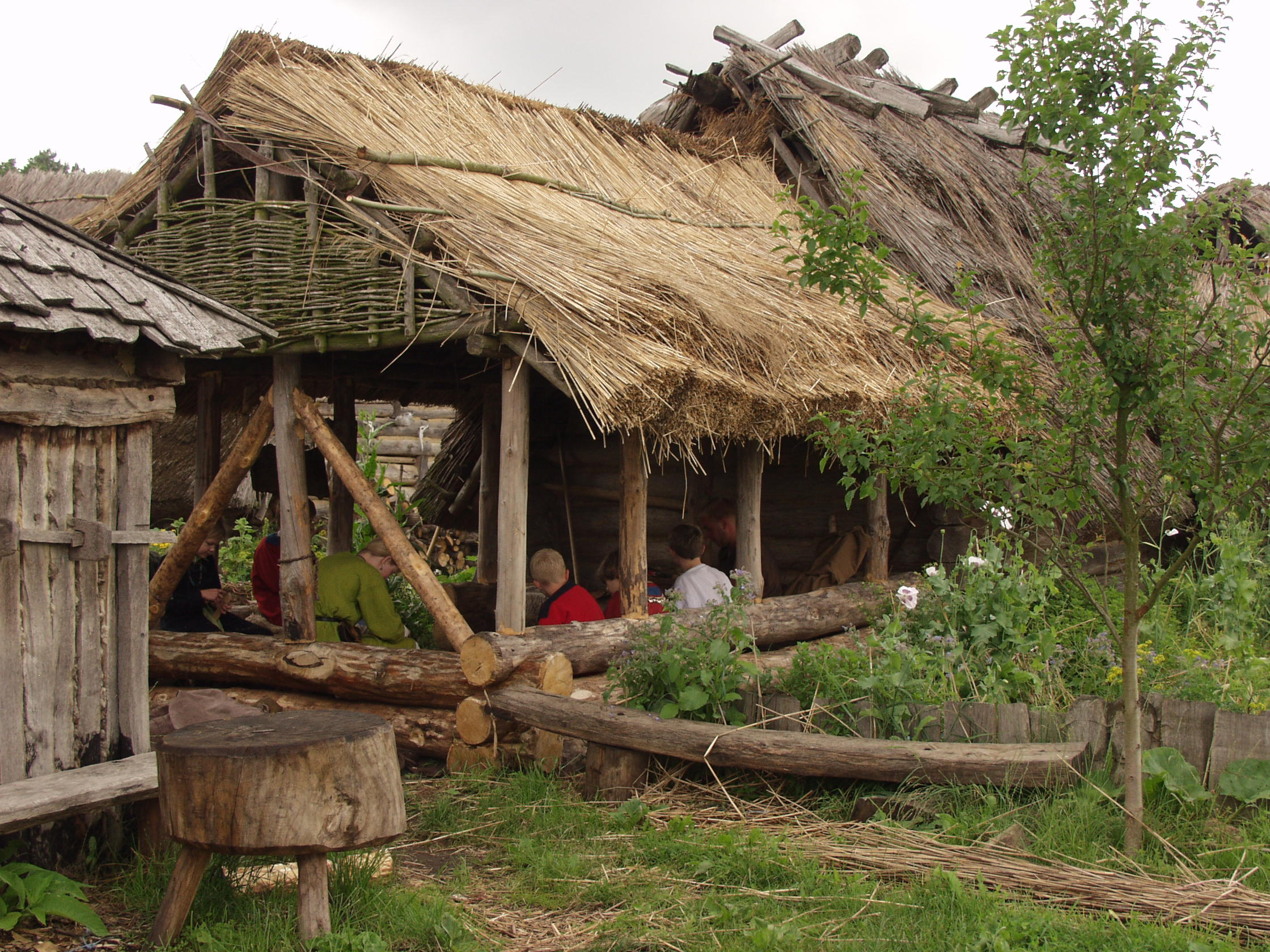
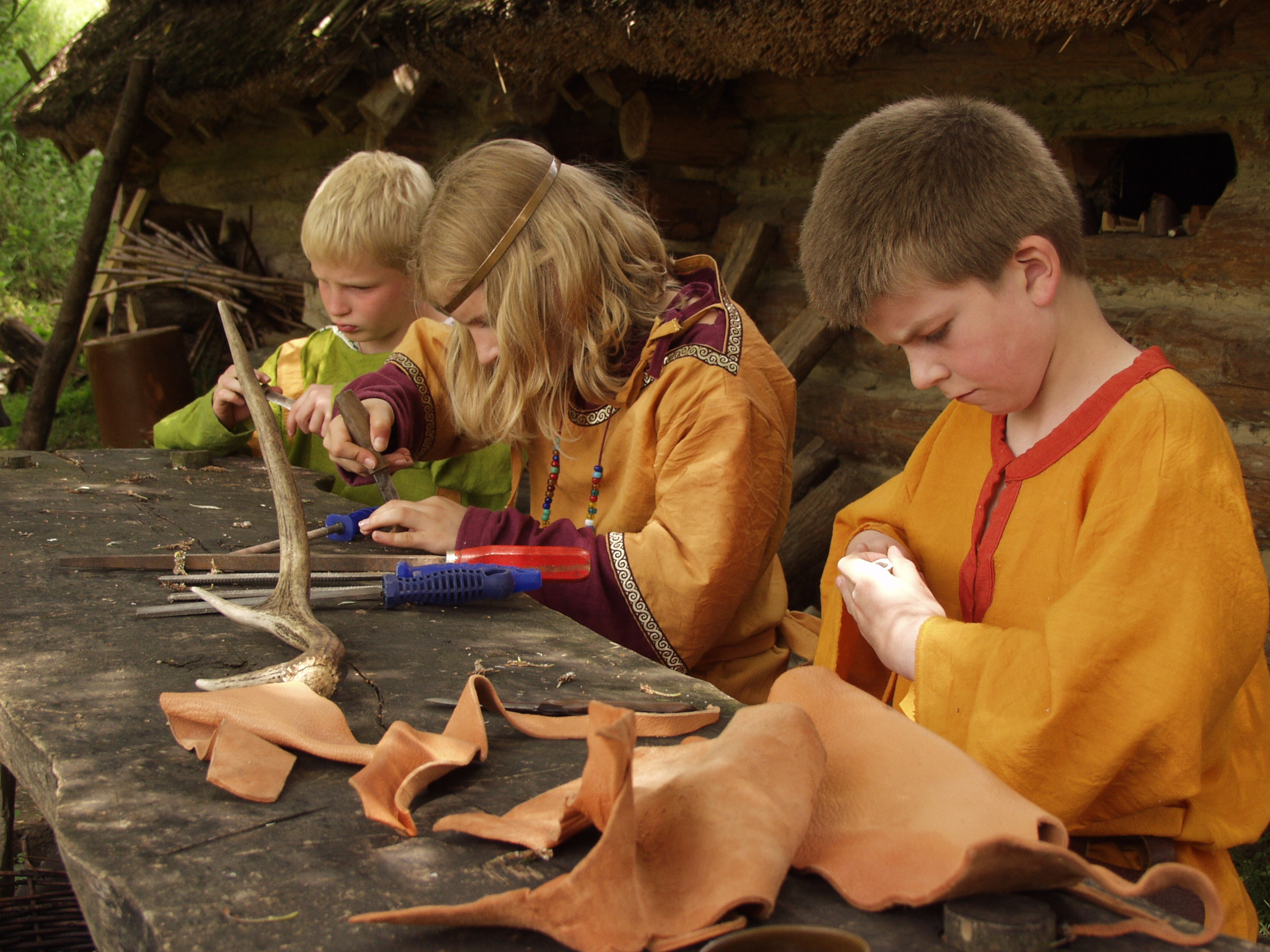
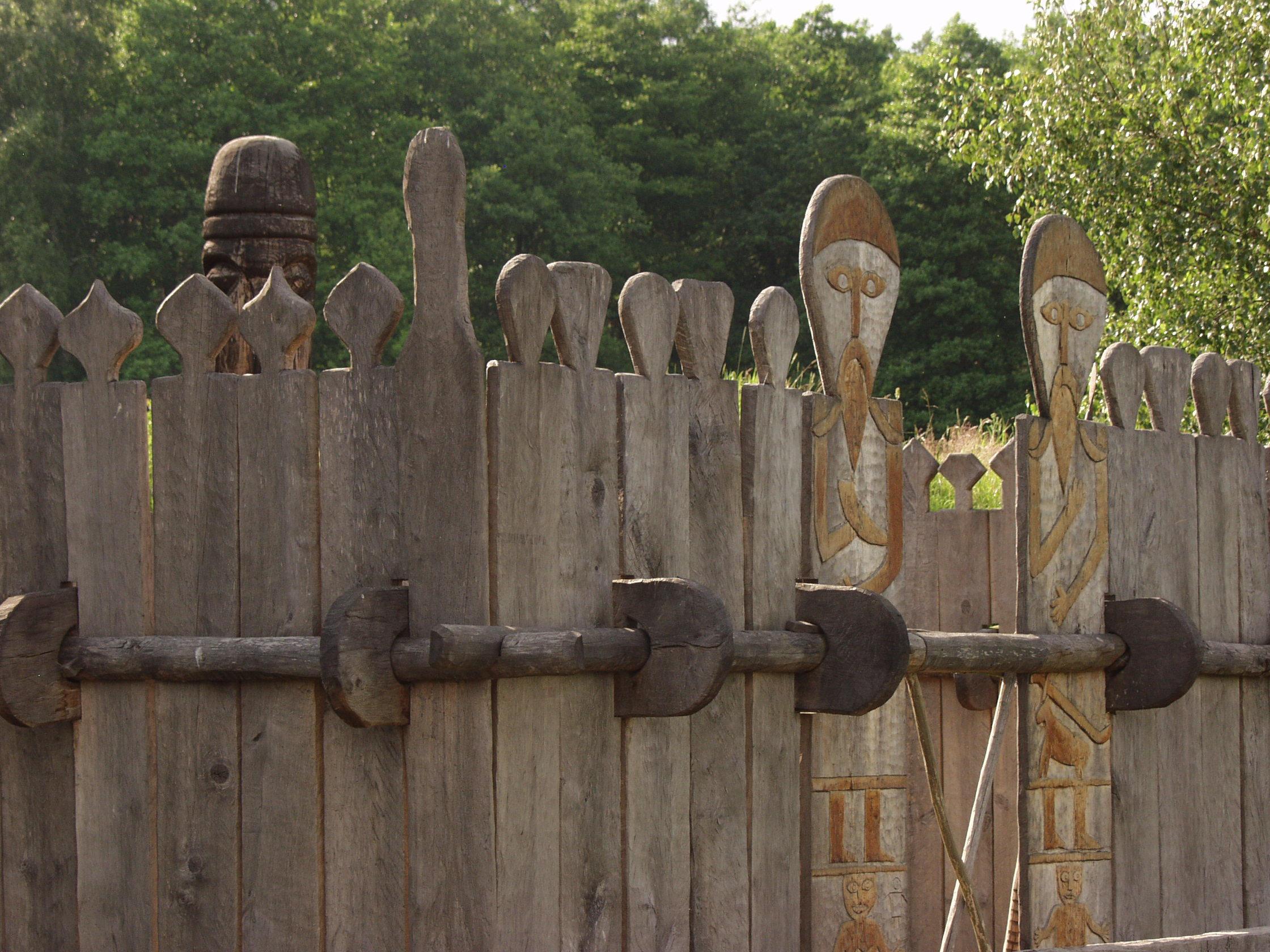
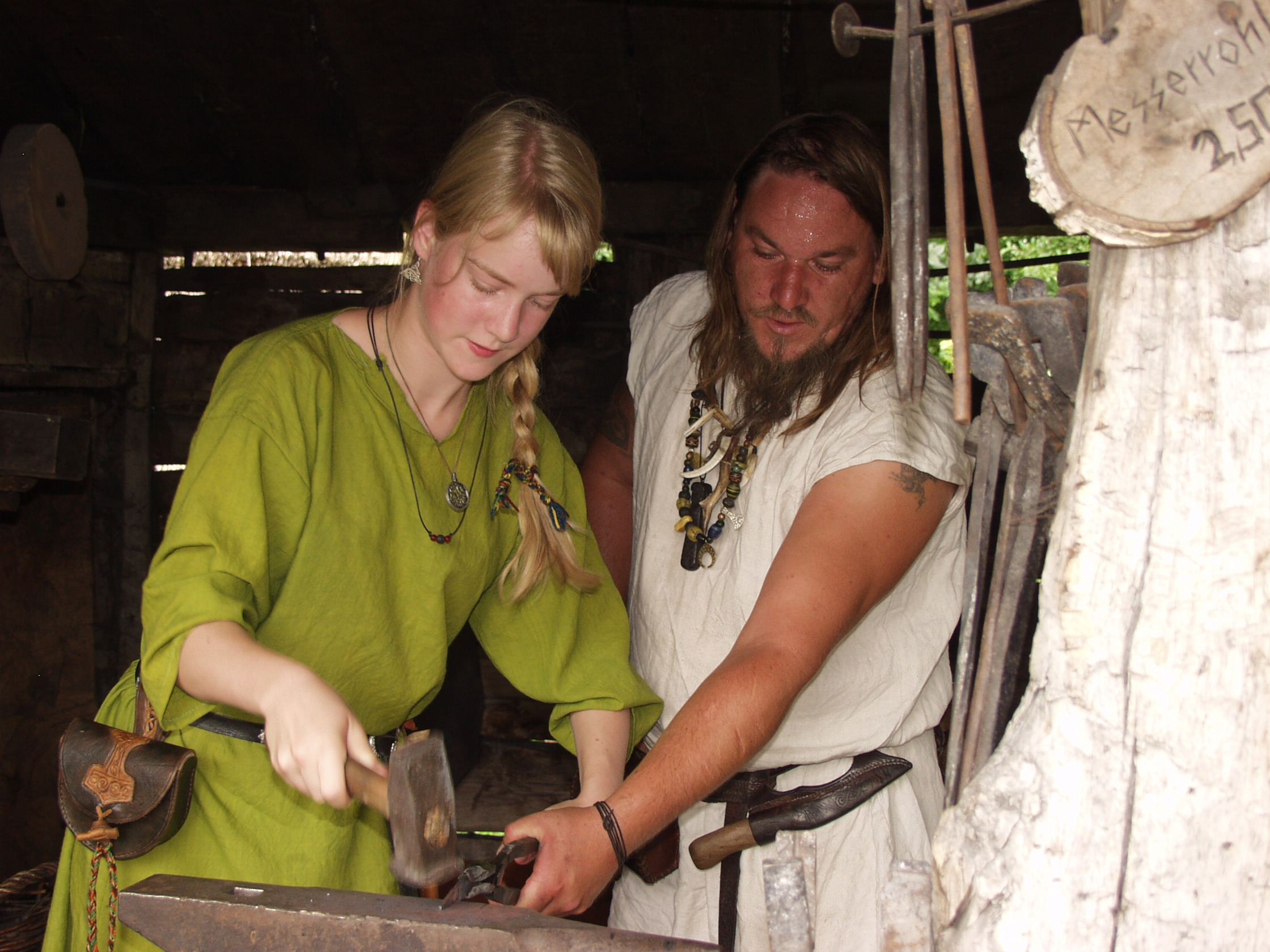
Kucie